# Мутаз Есса Баршим
Мутаз Есса Баршим (араб. معتز عيسى برشم, англ. Mutaz Essa Barshim; нар. 24 червня 1991) — катарський легкоатлет, який спеціалузіється у стрибках у висоту

## Із життєпису
Олімпійський чемпіон (2021) та двічі срібний олімпійський призер (2012, 2016).
Дворазовий чемпіон світу (2017, 2019) та срібний призер чемпіоната світу (2013).
Чемпіон світу у приміщенні (2014) та срібний призер чемпіоната світу в приміщенні (2018).
Бронзовий призер Континентального кубка ІААФ (2014).
Переможець Діамантової ліги у стрибках у висоту за підсумками трьох сезонів (2014, 2015, 2017).
Чемпіон світу серед юніорів (2010).
Дворазовий чемпіон Азійських ігор (2010, 2014).
Чемпіон Азії (2011) та бронзовий призер чемпіоната Азії (2015).
Багаторазовий чемпіон Азії в приміщенні (2010, 2012, 2014, 2016, 2018).
Рекордсмен Азії у стрибках у висоту.
Тренується під керівництвом польського спеціаліста Станіслава Щирби.

## Основні міжнародні виступи
| Рік  | Змагання                      | Місто          | Місце | Примітки         |
| ---- | ----------------------------- | -------------- | ----- | ---------------- |
| 2010 | Чемпіонат світу в приміщенні  | Доха           | кв14  |                  |
| 2010 | Чемпіонат світу серед юніорів | Монктон        | 1     |                  |
| 2010 | Азійські ігри                 | Гуанчжоу       | 1     |                  |
| 2011 | Чемпіонат Азії                | Кобе           | 1     |                  |
| 2011 | Чемпіонат світу               | Тегу           |       |                  |
| 2012 | Чемпіонат Азії в приміщенні   | Ханчжоу        | 1     |                  |
| 2012 | Чемпіонат світу в приміщенні  | Стамбул        |       |                  |
| 2012 | Олімпійські ігри              | Лондон         | 2     |                  |
| 2013 | Чемпіонат світу               | Москва         | 2     |                  |
| 2014 | Чемпіонат Азії в приміщенні   | Ханчжоу        | 1     |                  |
| 2014 | Чемпіонат світу в приміщенні  | Сопот          | 1     |                  |
| 2014 | Континентальний кубок         | Марракеш       | 2     |                  |
| 2014 | Азійські ігри                 | Інчхон         | 1     |                  |
| 2015 | Чемпіонат Азії                | Ухань          | 3     |                  |
| 2015 | Чемпіонат світу               | Пекін          |       | Відео на YouTube |
| 2016 | Чемпіонат Азії в приміщенні   | Доха           | 1     |                  |
| 2016 | Чемпіонат світу в приміщенні  | Портленд       |       | Відео на YouTube |
| 2016 | Олімпійські ігри              | Ріо-де-Жанейро | 2     | Відео на YouTube |
| 2017 | Чемпіонат світу               | Лондон         | 1     | Відео на YouTube |
| 2018 | Чемпіонат світу в приміщенні  | Бірмінгем      | 2     |                  |
| 2019 | Чемпіонат світу               | Доха           | 1     | Відео на YouTube |
| 2021 | Олімпійські ігри              | Токіо          | 1     | Відео на YouTube |
| 2022 | Чемпіонат світу               | Юджин          | 1     |                  |

## Визнання
- Легкоатлет року ІААФ (2017)[5]